# Ben Hanley
Ben Hanley (ur. 22 stycznia 1985 roku w Manchesterze) – brytyjski kierowca wyścigowy.

## Kariera

### Formuła Renault 2.0
Ben po udanej karierze kartingowej, w roku 2005 przeszedł do wyścigów samochodów jednomiejscowych, debiutując we Włoskiej Formule Renault (w brytyjskim zespole Cram Competicion). Wygrawszy sześć wyścigów, zmagania zakończył na 3. miejscu, w końcowej klasyfikacji. Brytyjczyk oprócz regularnych startów w tej serii, okazyjnie wystąpił również w europejskim oraz brytyjskim cyklu (w ekipie Team AKA). Tylko w tej drugiej uzyskał punkty, które sklasyfikowały Hanleya na 28. pozycji.

### Formuła Renault 3.5
W sezonie 2005 Ben (reprezentując Cram Competicion) wystąpił w dwóch wyścigach Formuły Renault 3.5. Na portugalskim torze Estoril nie zdobył jednak punktów.
W roku 2006 ścigał się w brytyjskiej stajni we wszystkich siedemnastu wyścigach. Punktując dziesięciokrotnie, najlepiej spisał się na włoskim torze Misano Adriatico. Zwyciężył wówczas w sobotnich zmaganiach, natomiast w niedzielę zajął drugie miejsce. Zdobyte punkty pozwoliły Hanleyowi zająć w końcowej klasyfikacji 8. miejsce.
W 2007 roku przeniósł się do bardziej konkurencyjnej ekipy Prema Powerteam. Równa i konsekwentna jazda zaowocowała tytułem wicemistrzowskim, z dorobkiem sześciu miejsc na podium (w tym dwóch zwycięstw).

### Seria GP2
W sezonie 2008 Brytyjczyk podpisał kontrakt z hiszpańskim zespołem Campos Grand Prix, na udział zarówno w azjatyckiej, jak i europejskiej edycji GP2.
W zimowym cyklu (nie brał udziału w pierwszej rundzie) już w pierwszym wyścigu znalazł się na podium (trzecie miejsce w pierwszym wyścigu w Indonezji). Pomimo świetnego wyniku w debiucie, w pozostałych siedmiu wyścigach nie zdobył punktów, kończąc zmagania tylko w trzech wyścigach. Sześć punktów pozwoliło Benowi zająć w klasyfikacji końcowej 15. lokatę.
W głównej edycji wystartował w trzech pierwszych rundach sezonu, rozegranych na torach w Hiszpanii, Turcji i Monako. Po punkty sięgnął tylko w niedzielnej rywalizacji, na tureckim Istanbul Park (zajął wówczas szóstą pozycję). Od kolejnej rundy, jego miejsce zajmował Brazylijczyk Lucas Di Grassi. Brytyjczyk z kolei zastąpił w ekipie Durango Włocha Marcello Puglisi. Runda na francuskim torze Magny-Cours, nie była jednak udana dla Bena, który nie dojechał w żadnym z dwóch wyścigów do mety. Po zaledwie jednym weekendzie współpracy, został zastąpiony przez innego Włocha, Davide Valsecchiego. Ostatecznie z dorobkiem jednego punktu, w klasyfikacji generalnej zajął 24. lokatę.

### Euroseria 3000
W 2009 roku Ben wystąpił w trzech rundach Euroserii 3000. W ciągu sześciu wyścigów, pięciokrotnie sięgnął po punkty (jednego wyścigu nie ukończył), z czego dwukrotnie stanął na podium (w tym raz zwyciężył, w drugim wyścigu, na francuskim obiekcie Magny-Cours). Dorobek punktowy pozwolił Benowi na zajęcie w ostatecznej klasyfikacji 6. miejsca.

## Statystyki
| Sezon | Seria                      | Zespół                          | Nr pojazdu | Wyścigi | Zwycięstwa | PP | Punkty | Poz. koń. |
| 2005  | Włoska Formuła Renault     | Cram Competition                |            | 17      | 6          | 2  | 264    | 3         |
| 2005  | Europejska Formuła Renault | Cram Competition                | 62         | 2       | 0          | 0  | 0      |           |
| 2005  | Brytyjska Formuła Renault  | Team AKA                        |            | 2       | 0          | 0  | 21     | 28        |
| 2005  | Formuła Renault 3.5        | Cram Competition                | 21         | 2       | 0          | 0  | 0      |           |
| 2006  | Formuła Renault 3.5        | Cram Competition                | 11         | 17      | 1          | 0  | 55     | 8         |
| 2007  | Formuła Renault 3.5        | Prema Powerteam                 | 18         | 17      | 2          | 0  | 0      | 2         |
| 2008  | Azjatycka Seria GP2        | Barwa International Campos Team | 8          | 6       | 0          | 0  | 6      | 15        |
| 2008  | Seria GP2                  | Barwa International Campos Team | 6          | 6       | 0          | 0  | 1      | 24        |
| 2008  | Seria GP2                  | Durango                         | 16         | 2       | 0          | 0  | 0      | 24        |
| 2009  | Euroseria 3000             | Fisichella Motor Sport          |            | 2       | 1          | 0  | 9      | 6         |
| 2010  | Superleague Formula        | Olympiacos                      |            | 10      | 1          | 1  | 653    | 4         |

## Wyniki w GP2
| Legenda oznaczeń w tabelach wyników Wyświetl szablon na nowej stronie | Legenda oznaczeń w tabelach wyników Wyświetl szablon na nowej stronie                                                                     |
| Oznaczenie                                                            | Wyjaśnienie |
| --------------------------------------------------------------------- | --- |
| Złoty                                                                 | Zwycięzca lub mistrzostwo |
| Srebrny                                                               | 2. miejsce lub wicemistrzostwo |
| Brązowy                                                               | 3. miejsce lub II wicemistrzostwo |
| Zielony                                                               | Ukończył, punktował (w klasyfikacji generalnej, gdy zdobył co najmniej jeden punkt na przestrzeni sezonu, poza trzema powyższymi opcjami) |
| Niebieski                                                             | Ukończył, nie punktował (w klasyfikacji generalnej, gdy nie zdobył co najmniej jednego punktu na przestrzeni sezonu)                      |
| Czerwony                                                              | Nie zakwalifikował się (NZ) |
| Czerwony                                                              | Nie prekwalifikował się (NPK) |
| Różowy                                                                | Nie ukończył (NU) |
| Różowy                                                                | Niesklasyfikowany (NS) (w klasyfikacji generalnej, gdy nie został sklasyfikowany w żadnym wyścigu sezonu)                                 |
| Czarny                                                                | Zdyskwalifikowany (DK) |
| Czarny                                                                | Wykluczony (WYK/EX) |
| Biały                                                                 | Nie wystartował (NW) |
| Biały                                                                 | Kontuzjowany (K/INJ) |
| Biały                                                                 | Wyścig odwołany (OD/C) |
| Bez koloru                                                            | Został wycofany (WYC/WD) |
| Bez koloru                                                            | Nie przybył (NP/DNA) |
| Bez koloru                                                            | Nie brał udziału w treningach (NT/DNP) |
| Bez koloru                                                            | Nie został zgłoszony (–) |
| Pogrubienie                                                           | Start z pole position |
| Kursywa                                                               | Najszybsze okrążenie wyścigu |
| †                                                                     | Nie ukończył, ale jego rezultat został zaliczony ze względu na przejechanie więcej niż 90% dystansu wyścigu.                              |
| *                                                                     | Sezon w trakcie |
| 1/2/3                                                                 | Punktowana pozycja w sprincie kwalifikacyjnym                                                                                             |
| Lista systemów punktacji Formuły 1                                    | |

| Rok  | Zespół            | Wyniki w poszczególnych eliminacjach | Wyniki w poszczególnych eliminacjach | Wyniki w poszczególnych eliminacjach | Wyniki w poszczególnych eliminacjach | Wyniki w poszczególnych eliminacjach | Wyniki w poszczególnych eliminacjach | Wyniki w poszczególnych eliminacjach | Wyniki w poszczególnych eliminacjach | Wyniki w poszczególnych eliminacjach | Wyniki w poszczególnych eliminacjach | Wyniki w poszczególnych eliminacjach | Wyniki w poszczególnych eliminacjach | Wyniki w poszczególnych eliminacjach | Wyniki w poszczególnych eliminacjach | Wyniki w poszczególnych eliminacjach | Wyniki w poszczególnych eliminacjach | Wyniki w poszczególnych eliminacjach | Wyniki w poszczególnych eliminacjach | Wyniki w poszczególnych eliminacjach | Wyniki w poszczególnych eliminacjach | Punkty | Pozycja |
| ---- | ----------------- | ------------------------------------ | ------------------------------------ | ------------------------------------ | ------------------------------------ | ------------------------------------ | ------------------------------------ | ------------------------------------ | ------------------------------------ | ------------------------------------ | ------------------------------------ | ------------------------------------ | ------------------------------------ | ------------------------------------ | ------------------------------------ | ------------------------------------ | ------------------------------------ | ------------------------------------ | ------------------------------------ | ------------------------------------ | ------------------------------------ | ------ | ------- |
| 2008 |                   | ESP                                  | ESP                                  | TUR                                  | TUR                                  | MON                                  | MON                                  | FRA                                  | FRA                                  | GBR                                  | GBR                                  | DEU                                  | DEU                                  | HUN                                  | HUN                                  | VAL                                  | VAL                                  | BEL                                  | BEL                                  | ITA                                  | ITA                                  | 1      | 24      |
| 2008 | Campos Grand Prix | NU                                   | 9                                    | 17                                   | 6                                    | 16                                   | 14                                   | -                                    | -                                    | -                                    | -                                    | -                                    | -                                    | -                                    | -                                    | -                                    | -                                    | -                                    | -                                    | -                                    | -                                    | 1      | 24      |
| 2008 | Durango           | -                                    | -                                    | -                                    | -                                    | -                                    | -                                    | NU                                   | NU                                   | -                                    | -                                    | -                                    | -                                    | -                                    | -                                    | -                                    | -                                    | -                                    | -                                    | -                                    | -                                    | 1      | 24      |

## Wyniki w Azjatyckiej Serii GP2
| Legenda oznaczeń w tabelach wyników Wyświetl szablon na nowej stronie | Legenda oznaczeń w tabelach wyników Wyświetl szablon na nowej stronie                                                                     |
| Oznaczenie                                                            | Wyjaśnienie |
| --------------------------------------------------------------------- | --- |
| Złoty                                                                 | Zwycięzca lub mistrzostwo |
| Srebrny                                                               | 2. miejsce lub wicemistrzostwo |
| Brązowy                                                               | 3. miejsce lub II wicemistrzostwo |
| Zielony                                                               | Ukończył, punktował (w klasyfikacji generalnej, gdy zdobył co najmniej jeden punkt na przestrzeni sezonu, poza trzema powyższymi opcjami) |
| Niebieski                                                             | Ukończył, nie punktował (w klasyfikacji generalnej, gdy nie zdobył co najmniej jednego punktu na przestrzeni sezonu)                      |
| Czerwony                                                              | Nie zakwalifikował się (NZ) |
| Czerwony                                                              | Nie prekwalifikował się (NPK) |
| Różowy                                                                | Nie ukończył (NU) |
| Różowy                                                                | Niesklasyfikowany (NS) (w klasyfikacji generalnej, gdy nie został sklasyfikowany w żadnym wyścigu sezonu)                                 |
| Czarny                                                                | Zdyskwalifikowany (DK) |
| Czarny                                                                | Wykluczony (WYK/EX) |
| Biały                                                                 | Nie wystartował (NW) |
| Biały                                                                 | Kontuzjowany (K/INJ) |
| Biały                                                                 | Wyścig odwołany (OD/C) |
| Bez koloru                                                            | Został wycofany (WYC/WD) |
| Bez koloru                                                            | Nie przybył (NP/DNA) |
| Bez koloru                                                            | Nie brał udziału w treningach (NT/DNP) |
| Bez koloru                                                            | Nie został zgłoszony (–) |
| Pogrubienie                                                           | Start z pole position |
| Kursywa                                                               | Najszybsze okrążenie wyścigu |
| †                                                                     | Nie ukończył, ale jego rezultat został zaliczony ze względu na przejechanie więcej niż 90% dystansu wyścigu.                              |
| *                                                                     | Sezon w trakcie |
| 1/2/3                                                                 | Punktowana pozycja w sprincie kwalifikacyjnym                                                                                             |
| Lista systemów punktacji Formuły 1                                    | |

| Rok  | Zespół            | Wyniki w poszczególnych eliminacjach | Wyniki w poszczególnych eliminacjach | Wyniki w poszczególnych eliminacjach | Wyniki w poszczególnych eliminacjach | Wyniki w poszczególnych eliminacjach | Wyniki w poszczególnych eliminacjach | Wyniki w poszczególnych eliminacjach | Wyniki w poszczególnych eliminacjach | Wyniki w poszczególnych eliminacjach | Wyniki w poszczególnych eliminacjach | Punkty | Pozycja |
| ---- | ----------------- | ------------------------------------ | ------------------------------------ | ------------------------------------ | ------------------------------------ | ------------------------------------ | ------------------------------------ | ------------------------------------ | ------------------------------------ | ------------------------------------ | ------------------------------------ | ------ | ------- |
| 2008 | Campos Grand Prix | ARE                                  | ARE                                  | IDN                                  | IDN                                  | MAL                                  | MAL                                  | BHR                                  | BHR                                  | ARE                                  | ARE                                  | 6      | 15      |
| 2008 | Campos Grand Prix | -                                    | -                                    | 3                                    | 16                                   | NU                                   | 14                                   | NU                                   | 10                                   | NU                                   | NU                                   | 6      | 15      |

## Wyniki w Formule Renault 3.5
| Legenda oznaczeń w tabelach wyników Wyświetl szablon na nowej stronie | Legenda oznaczeń w tabelach wyników Wyświetl szablon na nowej stronie                                                                     |
| Oznaczenie                                                            | Wyjaśnienie |
| --------------------------------------------------------------------- | --- |
| Złoty                                                                 | Zwycięzca lub mistrzostwo |
| Srebrny                                                               | 2. miejsce lub wicemistrzostwo |
| Brązowy                                                               | 3. miejsce lub II wicemistrzostwo |
| Zielony                                                               | Ukończył, punktował (w klasyfikacji generalnej, gdy zdobył co najmniej jeden punkt na przestrzeni sezonu, poza trzema powyższymi opcjami) |
| Niebieski                                                             | Ukończył, nie punktował (w klasyfikacji generalnej, gdy nie zdobył co najmniej jednego punktu na przestrzeni sezonu)                      |
| Czerwony                                                              | Nie zakwalifikował się (NZ) |
| Czerwony                                                              | Nie prekwalifikował się (NPK) |
| Różowy                                                                | Nie ukończył (NU) |
| Różowy                                                                | Niesklasyfikowany (NS) (w klasyfikacji generalnej, gdy nie został sklasyfikowany w żadnym wyścigu sezonu)                                 |
| Czarny                                                                | Zdyskwalifikowany (DK) |
| Czarny                                                                | Wykluczony (WYK/EX) |
| Biały                                                                 | Nie wystartował (NW) |
| Biały                                                                 | Kontuzjowany (K/INJ) |
| Biały                                                                 | Wyścig odwołany (OD/C) |
| Bez koloru                                                            | Został wycofany (WYC/WD) |
| Bez koloru                                                            | Nie przybył (NP/DNA) |
| Bez koloru                                                            | Nie brał udziału w treningach (NT/DNP) |
| Bez koloru                                                            | Nie został zgłoszony (–) |
| Pogrubienie                                                           | Start z pole position |
| Kursywa                                                               | Najszybsze okrążenie wyścigu |
| †                                                                     | Nie ukończył, ale jego rezultat został zaliczony ze względu na przejechanie więcej niż 90% dystansu wyścigu.                              |
| *                                                                     | Sezon w trakcie |
| 1/2/3                                                                 | Punktowana pozycja w sprincie kwalifikacyjnym                                                                                             |
| Lista systemów punktacji Formuły 1                                    | |

| Rok  | Zespół           | Wyniki w poszczególnych eliminacjach | Wyniki w poszczególnych eliminacjach | Wyniki w poszczególnych eliminacjach | Wyniki w poszczególnych eliminacjach | Wyniki w poszczególnych eliminacjach | Wyniki w poszczególnych eliminacjach | Wyniki w poszczególnych eliminacjach | Wyniki w poszczególnych eliminacjach | Wyniki w poszczególnych eliminacjach | Wyniki w poszczególnych eliminacjach | Wyniki w poszczególnych eliminacjach | Wyniki w poszczególnych eliminacjach | Wyniki w poszczególnych eliminacjach | Wyniki w poszczególnych eliminacjach | Wyniki w poszczególnych eliminacjach | Wyniki w poszczególnych eliminacjach | Wyniki w poszczególnych eliminacjach | Punkty | Pozycja |
| ---- | ---------------- | ------------------------------------ | ------------------------------------ | ------------------------------------ | ------------------------------------ | ------------------------------------ | ------------------------------------ | ------------------------------------ | ------------------------------------ | ------------------------------------ | ------------------------------------ | ------------------------------------ | ------------------------------------ | ------------------------------------ | ------------------------------------ | ------------------------------------ | ------------------------------------ | ------------------------------------ | ------ | ------- |
| 2005 | Cram Competition | BEL                                  | BEL                                  | MON                                  | VAL                                  | VAL                                  | FRA                                  | FRA                                  | BIL                                  | BIL                                  | DEU                                  | DEU                                  | GBR                                  | GBR                                  | PRT                                  | PRT                                  | ITA                                  | ITA                                  | 0      | 39      |
| 2005 | Cram Competition | -                                    | -                                    | -                                    | -                                    | -                                    | -                                    | -                                    | -                                    | -                                    | -                                    | -                                    | -                                    | -                                    | 17                                   | NU                                   | -                                    | -                                    | 0      | 39      |
| 2006 | Cram Competition | ZOL                                  | ZOL                                  | MON                                  | TUR                                  | TUR                                  | ITA                                  | ITA                                  | SFR                                  | SFR                                  | DEU                                  | DEU                                  | GBR                                  | GBR                                  | FRA                                  | FRA                                  | ESP                                  | ESP                                  | 45     | 9       |
| 2006 | Cram Competition | 10                                   | 17†                                  | NU                                   | NU                                   | 4                                    | 6                                    | 2                                    | NU                                   | 7                                    | 10                                   | 13                                   | 10                                   | 6                                    | 10                                   | 20†                                  | 16                                   | 7                                    | 45     | 9       |
| 2007 | Prema Powerteam  | ITA                                  | ITA                                  | DEU                                  | DEU                                  | MON                                  | HUN                                  | HUN                                  | BEL                                  | BEL                                  | GBR                                  | GBR                                  | FRA                                  | FRA                                  | PRT                                  | PRT                                  | ESP                                  | ESP                                  | 102    | 2       |
| 2007 | Prema Powerteam  | NU                                   | 9                                    | 2                                    | 7                                    | 6                                    | 3                                    | 4                                    | 3                                    | 2                                    | 16                                   | NU                                   | 1                                    | 14                                   | NU                                   | 23                                   | 9                                    | 1                                    | 102    | 2       |